# Morti nel 1981/Febbraio
| Questa pagina contiene informazioni ricavate automaticamente dalle voci biografiche con l'ausilio del template Bio e di un bot. L'aggiornamento è periodico e automatico e ricostruisce completamente la pagina. Se manca una persona in questa lista, sei pregato di non aggiungerla, ma accertati piuttosto che la sua voce biografica contenga il template Bio e che i dati anagrafici siano correttamente compilati. Se il template Bio manca, inseriscilo tu stesso o, in alternativa, metti l'avviso {{tmp\|Bio}} che ne segnala la mancanza. Se i dati riportati sono sbagliati, correggi direttamente la voce biografica; le modifiche saranno visibili in questa lista entro pochi giorni. Per chiarimenti vedi il progetto biografie. La lista contiene solo le 104 persone che sono citate nell'enciclopedia e per le quali è stato implementato correttamente il template Bio. Pagina aggiornata al 3 mar 2024. |

- 1º febbraio - Donald Wills Douglas, imprenditore e aviatore statunitense (n. 1892)
- 1º febbraio - Amato Gastaldi, allenatore di calcio e calciatore italiano (n. 1904)
- 1º febbraio - Wanda Hendrix, attrice statunitense (n. 1928)
- 1º febbraio - João Lopes Pedro, calciatore portoghese (n. 1951)
- 2 febbraio - Hugh Joseph Addonizio, politico statunitense (n. 1914)
- 2 febbraio - Louise Lorraine, attrice statunitense (n. 1904)
- 2 febbraio - Vincenzo Monti, imprenditore italiano (n. 1906)
- 2 febbraio - Egidio Nardi, ufficiale italiano (n. 1894)
- 3 febbraio - J Harlen Bretz, geologo statunitense (n. 1882)
- 3 febbraio - Sammy Crooks, calciatore e allenatore di calcio inglese (n. 1908)
- 3 febbraio - Antonio Leccese, mafioso italiano (n. 1955)
- 3 febbraio - Nicolino Selis, criminale italiano (n. 1952)
- 4 febbraio - Michele Busiri Vici, architetto e urbanista italiano (n. 1894)
- 4 febbraio - Mario Camerini, regista e sceneggiatore italiano (n. 1895)
- 5 febbraio - Enea Codotto, carabiniere italiano (n. 1955)
- 5 febbraio - Giuseppe Dosi, poliziotto italiano (n. 1891)
- 5 febbraio - Ella Grasso, politica statunitense (n. 1919)
- 5 febbraio - Luigi Maronese, militare e carabiniere italiano (n. 1957)
- 5 febbraio - Renato Pagni, politico italiano (n. 1902)
- 5 febbraio - Liana Trouché, attrice italiana (n. 1938)
- 6 febbraio - Elena Borgo, attrice italiana (n. 1910)
- 6 febbraio - Ludwig Damminger, calciatore tedesco (n. 1913)
- 6 febbraio - Hugo Montenegro, compositore e direttore d'orchestra statunitense (n. 1925)
- 6 febbraio - Marta Robin, mistica francese (n. 1902)
- 6 febbraio - Giovanni Stradone, pittore italiano (n. 1911)
- 6 febbraio - Federica di Hannover, duchessa e principessa tedesca (n. 1917)
- 7 febbraio - Hermann Esser, politico e giornalista tedesco (n. 1900)
- 7 febbraio - Paul Mattick, filosofo, sociologo e economista tedesco (n. 1904)
- 7 febbraio - Ákos Tolnay, sceneggiatore e attore ungherese (n. 1903)
- 8 febbraio - Helena Bartošová, soprano slovacco (n. 1905)
- 8 febbraio - Jakob Bender, calciatore tedesco (n. 1910)
- 8 febbraio - Edgardo Castelli, avvocato e politico italiano (n. 1907)
- 8 febbraio - Mario Martinoni, militare svizzero (n. 1896)
- 9 febbraio - Franz Andrysek, sollevatore austriaco (n. 1906)
- 9 febbraio - Bill Haley, cantante e attore statunitense (n. 1925)
- 9 febbraio - Lea Quaretti, scrittrice italiana (n. 1912)
- 9 febbraio - Tiny Thompson, hockeista su ghiaccio canadese (n. 1903)
- 10 febbraio - Julien Levy, mercante d'arte e docente statunitense (n. 1906)
- 11 febbraio - Francesco Chieco, avvocato e politico italiano (n. 1899)
- 11 febbraio - Ketti Frings, scrittrice e sceneggiatrice statunitense (n. 1909)
- 11 febbraio - Fusae Ichikawa, politica giapponese (n. 1893)
- 11 febbraio - Maurice Mandrillon, sciatore di pattuglia militare francese (n. 1902)
- 12 febbraio - Andreas Alföldi, archeologo, numismatico e epigrafista ungherese (n. 1895)
- 12 febbraio - Lev Atamanov, regista sovietico (n. 1905)
- 12 febbraio - Jean Dixon, attrice statunitense (n. 1896)
- 12 febbraio - Bruce Fraser, I barone Fraser di Capo Nord, ammiraglio britannico (n. 1888)
- 12 febbraio - Oliver Trinder, schermidore britannico (n. 1907)
- 13 febbraio - Wacław Kuchar, calciatore polacco (n. 1897)
- 13 febbraio - Jean Julien Weber, arcivescovo cattolico francese (n. 1888)
- 14 febbraio - José Caeiro, calciatore e allenatore di calcio spagnolo (n. 1925)
- 14 febbraio - Esteban Canal, scacchista peruviano (n. 1896)
- 14 febbraio - José Martínez González, calciatore messicano (n. 1953)
- 15 febbraio - Mike Bloomfield, chitarrista statunitense (n. 1943)
- 15 febbraio - Dezső Ernster, basso ungherese (n. 1898)
- 15 febbraio - Isaac Don Levine, giornalista e scrittore statunitense (n. 1892)
- 15 febbraio - Clemente Primieri, militare italiano (n. 1894)
- 15 febbraio - Karl Richter, organista, clavicembalista e direttore d'orchestra tedesco (n. 1926)
- 15 febbraio - Emilio Santillo, poliziotto e prefetto italiano (n. 1917)
- 16 febbraio - Tomaso Buzzi, architetto italiano (n. 1900)
- 16 febbraio - Herman Wirth, filologo olandese (n. 1885)
- 17 febbraio - Alessandro Astolfi, calciatore italiano (n. 1909)
- 17 febbraio - Marcel Bezençon, giornalista svizzero (n. 1907)
- 17 febbraio - Roberto Echevarría, calciatore spagnolo (n. 1908)
- 17 febbraio - Alfred Fitch, velocista statunitense (n. 1912)
- 17 febbraio - David Garnett, scrittore e editore britannico (n. 1892)
- 17 febbraio - Ezechiele Leandro, pittore, scultore e poeta italiano (n. 1905)
- 17 febbraio - Dante Secchi, canottiere italiano (n. 1910)
- 17 febbraio - Alberto Zozaya, calciatore e allenatore di calcio argentino (n. 1908)
- 18 febbraio - Jack Northrop, imprenditore statunitense (n. 1895)
- 18 febbraio - Vincenzo Rabito, scrittore italiano (n. 1899)
- 19 febbraio - Charles Joisten, antropologo, etnologo e mitografo francese (n. 1936)
- 19 febbraio - Douglas Lewis, pugile canadese (n. 1898)
- 19 febbraio - Nino Marchetti, attore italiano (n. 1905)
- 20 febbraio - Jacob B. Bakema, architetto olandese (n. 1914)
- 20 febbraio - Stanislao Amilcare Battistelli, vescovo cattolico italiano (n. 1885)
- 20 febbraio - Enzo Magni, fumettista italiano (n. 1914)
- 20 febbraio - Julian West, attore, giornalista e produttore cinematografico francese (n. 1904)
- 21 febbraio - Ahmad II bin Rashid Al Mu'alla, sovrano emiratino (n. 1911)
- 22 febbraio - Curtis Bernhardt, regista, sceneggiatore e produttore cinematografico tedesco (n. 1899)
- 22 febbraio - Guy Butler, velocista britannico (n. 1902)
- 22 febbraio - Rossella Casini,  italiana (n. 1956)
- 22 febbraio - Pierre Korb, calciatore francese (n. 1908)
- 22 febbraio - Michael Maltese, sceneggiatore statunitense (n. 1908)
- 23 febbraio - Albert Dejonghe, ciclista su strada belga (n. 1894)
- 23 febbraio - Shep Fields, direttore di banda, clarinettista e sassofonista statunitense (n. 1910)
- 23 febbraio - Nan Shepherd, scrittrice e poetessa scozzese (n. 1893)
- 25 febbraio - Raffaele Cormio, fumettista e illustratore italiano (n. 1941)
- 25 febbraio - Leonard Howell, predicatore giamaicano (n. 1898)
- 25 febbraio - Gun'ichi Mikawa, ammiraglio giapponese (n. 1888)
- 25 febbraio - Elda di Veroli, soprano italiana (n. 1892)
- 26 febbraio - Robert Aickman, scrittore britannico (n. 1914)
- 26 febbraio - Howard Hanson, compositore e direttore d'orchestra statunitense (n. 1896)
- 26 febbraio - Don Koehler,  statunitense (n. 1925)
- 26 febbraio - Bud Lindenberg, cestista statunitense (n. 1909)
- 26 febbraio - Mario Rotili, politico, storico e bibliotecario italiano (n. 1920)
- 26 febbraio - Tatjana Sais, attrice, cabarettista e doppiatrice tedesca (n. 1910)
- 26 febbraio - Ferenc Tóth, lottatore ungherese (n. 1909)
- 27 febbraio - Giovanni Cao, politico e avvocato italiano (n. 1893)
- 27 febbraio - Renato Ferrarese, calciatore italiano (n. 1918)
- 27 febbraio - Joan Rebull, scultore spagnolo (n. 1899)
- 28 febbraio - André Devaux, velocista francese (n. 1894)
- 28 febbraio - Virginia Huston, attrice statunitense (n. 1925)
- 28 febbraio - Albin Lesky, filologo classico e grecista austriaco (n. 1896)
- 28 febbraio - Urban Charles Joseph Murphy, vescovo cattolico e missionario irlandese (n. 1919)